# S-300
S-300 (Cod NATO: SA-10 Grumble) este un sistem de rachete sol-aer rusesc cu rază lungă de acțiune. S-300 a fost dezvoltat pentru a echipa Apărarea Antiaeriană Sovietică cu mijloace împotriva țintelor aeriene și a rachetelor de croazieră. Unele variante au fost adaptate pentru a intercepta rachete balistice, sistemul fiind îmbunătățit permanent. Radarul de cercetare a spațiului aerian al sistemului S-300 poate urmări până la 100 de ținte și dirija până la 12 rachete simultan. Rachetele sol-aer sunt containerizate și nu necesită întreținere pe toată durata exploatării. O variantă avansată a acestui sistem, denumită S-400, a intrat în dotarea armatei ruse în anul 2007 în număr redus.

## Istoric
Președintele rus, Dmitri Medvedev a interzis pe 22 septembrie 2010 livrarea de rachete de tip S-300 către Iran, în cadrul aplicării unei rezoluții ONU ce sancționează Teheranul pentru programul său nuclear controversat. Pe 10 noiembrie 2010, Iranul a anunțat că a dezvoltat o versiune proprie a sistemului de rachete sol-aer S-300.